# Olga Karlatos
Olga Karlatos, pseudonimo di Olga Vlassopulos (Atene, 20 aprile 1947), è un'attrice greca con cittadinanza bermudiana.
Ha preso parte ad alcuni film come Amici miei, Keoma, Diamanti sporchi di sangue, Riavanti... Marsch!, Il giocattolo e Zombi 2.

## Biografia

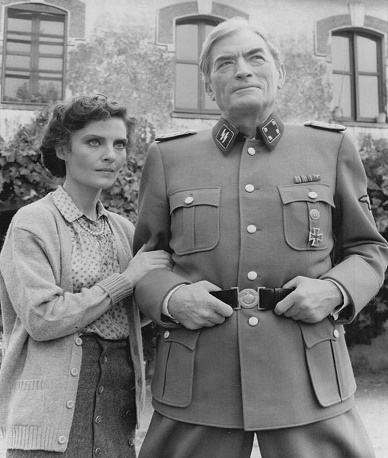
Olga Karlatos e Gregory Peck nel 1983 sul set del film Scarlatto e nero

Nota per la bellezza dei suoi occhi, in Zombi 2 la scena del suo occhio perforato da una scheggia di legno è diventata una delle immagini simbolo del cinema horror italiano. Tra la fine degli anni sessanta ed i primi anni settanta ha avuto anche una breve carriera di cantante, incidendo un EP e alcuni 45 giri in francese e italiano, compresa la sigla dello sceneggiato Eneide di cui fu protagonista nei panni di Didone, la leggendaria regina di Cartagine. Nel 1975 prende parte al film Amici miei, diretto da Mario Monicelli, in cui interpreta Donatella, moglie infelice del chirurgo Sassaroli (Adolfo Celi), che lascia per l'architetto Melandri (Gastone Moschin).
Nel corso degli anni ottanta ha interpretato una piccola parte nel capolavoro di Sergio Leone C'era una volta in America, ha partecipato al film di Mauro Bolognini La storia vera della signora dalle camelie, con Isabelle Huppert, e al film musical Purple Rain, con Prince, in cui interpreta la madre del cantante.
Ha abbandonato le scene nei primi anni novanta. Nel 2007, all'età di sessant'anni, si è laureata in giurisprudenza all'Università del Kent e due anni dopo è divenuta membro dell'Associazione Avvocati delle Bermuda, dove si era trasferita (prendendone anche la cittadinanza) con il marito, il produttore e regista americano Arthur Rankin Jr. con cui era sposata dal 1983, dopo la separazione dal regista e connazionale Nikos Papatakis.

## Filmografia

### Cinema

Olga Karlatos nel film Quelle strane occasioni (1976)

- Per il gusto di uccidere, regia di Tonino Valerii (1966) (non accreditata)
- Oi voskoi, regia di Nikos Papatakis (1967)
- Paulina 1880, regia di Jean-Louis Bertuccelli (1972)
- Amici miei, regia di Mario Monicelli (1975)
- Tortura, regia di Nikos Papatakis (1976)
- Keoma, regia di Enzo G. Castellari (1976)
- Quelle strane occasioni, episodio Il cavalluccio svedese, regia di Luigi Magni (1976)
- Per questa notte, regia di Carlo Di Carlo (1977)
- Mogliamante, regia di Marco Vicario (1977)
- Diamanti sporchi di sangue, regia di Fernando Di Leo (1978)
- Nero veneziano, regia di Ugo Liberatore (1978)
- Cyclone, regia di René Cardona Jr. (1978)
- I pigri della valle fertile (Oi, Tembelides tis eforis koiladas), regia di Nikos Panayotopoulos (1978)
- Un poliziotto scomodo, regia di Stelvio Massi (1978)
- Ridendo e scherzando, regia di Vittorio Sindoni (1978)
- Il giocattolo, regia di Giuliano Montaldo (1979)
- Belli e brutti ridono tutti, regia di Domenico Paolella (1979)
- Zombi 2, regia di Lucio Fulci (1979)
- Senza buccia, regia di Marcello Aliprandi (1979)
- Riavanti... Marsch!, regia di Luciano Salce (1979)
- Mani di velluto, regia di Castellano e Pipolo (1979)
- Agenzia Riccardo Finzi... praticamente detective, regia di Bruno Corbucci (1979)
- Dedicato al mare Egeo, regia di Masuo Ikeda (1979)
- Le rose di Danzica, regia di Alberto Bevilacqua (1979)
- Exodos kindynou, regia di Nikos Foskolos (1980)
- Una moglie, due amici, quattro amanti, regia di Michele Massimo Tarantini (1980)
- Eleftherios Venizelos: 1910-1927, regia di Pantelis Voulgaris (1980)
- La storia vera della signora dalle camelie, regia di Mauro Bolognini (1981)
- Murderock - Uccide a passo di danza, regia di Lucio Fulci (1984)
- C'era una volta in America, regia di Sergio Leone (1984)
- Purple Rain, regia di Albert Magnoli (1984)
- Inganni, regia di Luigi Faccini (1985)

### Televisione
- Eneide – miniserie TV, 6 episodi (1971-1972)
- Aufs Kreuz gelegt, regia di Wolfgang Petersen – film TV (1974)
- Cecè, regia di Andrea Camilleri – adattamento TV (1978)
- Il ritorno di Simon Templar (Return of the Saint) – serie TV, episodio 1x01 (1978)
- Effetti speciali, regia di Gianni Amelio – film TV (1979)
- Pietro e Paolo – miniserie TV (1981)
- Scruples, regia di Robert Day – film TV (1981)
- Il fascino dell'insolito – serie TV, episodio 2x02 (1981)
- George Sand – miniserie TV, 4 episodi (1981)
- Der Schatz des Priamos, regia di Karl Fruchtmann – film TV (1981)
- Scarlatto e nero (The Scarlet and the Black) – miniserie TV (1983)
- I peccati di Dorian Gray (The Sins of Dorian Gray), regia di Tony Maylam – film TV (1983)
- Quo vadis? – miniserie TV, episodi 1x03-1x04 (1985)
- Miami Vice – serie TV, episodio 3x11 (1986)

## Discografia

### EP
- 1969 - Un pays/Avec moi.../Mon ombre, ma lumière/Le sorcier

### Singoli
- 196? - Si.../Les enfants d'orient (Polydor, 66 689)
- 1971 - Cara libertà/Sensazioni (CBS, 5041)
- 1971 - Canto di Didone/Cara libertà  (CBS, 7671)

## Doppiatrici italiane
- Rita Savagnone in Quelle strane occasioni, Diamanti sporchi di sangue, Il giocattolo
- Vittoria Febbi in Keoma, Murderock - Uccide a passo di danza
- Maria Pia Di Meo in Quo vadis?, Agenzia Riccardo Finzi... praticamente detective
- Laura Gianoli in Eneide
- Melina Martello in Amici miei
- Ada Maria Serra Zanetti in Zombi 2
- Noemi Gifuni in Mani di velluto